# Егоїзм (Доктор Хаус)
Егоїзм (англ. Selfish) — друга серія сьомого сезону американського серіалу «Доктор Хаус». Прем'єра епізоду проходила на каналі FOX 27 вересня 2010 року. Хаус лікує пацієнтку з серпоподібноклітинною анемією і розуміє що стосунки з Кадді заважають роботі.

## Сюжет

##### Пацієнт
У Делли Карр, активного і, здавалося б, здорового підлітка, раптово з'являється аритмія і проявляється вроджена м'язова дистрофія, якою також вражений її брат Хьюго. У лікарні у неї розвиваються подальші симптоми ниркової недостатності і кровотечі легенів, в наслідку чого дівчині необхідна пересадка легенів. Донора легенів знайти не вдається, і Хаус просить батьків пацієнтки дати згоду на пересадку фрагмента легенів її хворого брата. Після випадкової розмови з Гюго, і подальшого допиту Делли, Хаус ставить діагноз серпоподібноклітинної анемії.

##### ХаусіКадді
Кадді і Хаус вперше йдуть на роботу після того, як зійшлися. Коли Хаус повідомляє свою команду і Вілсона, що він зустрічається з Кадді, Вілсон не вірить йому, Чейз байдужий, Форман вважає, що це обом на користь, в той час як Тауб справедливо побоюється як ці стосунки  впливатимуть на роботу команди.
Кадді і Хаус починають поступатися один одному у прийнятті рішень, щоб уникнути неприємних зіткнень. Коли Хаус розуміє це, він уникає Кадді на робочому місці, замість того, щоб поговорити з нею про це. Кадді безуспішно намагається призначити когось іншого контролювати рішення Хауса, але ніхто не готовий взятися за цю роботу.
Врешті Хаус, не в змозі продовжувати так себе вести і ризикувати життям свого пацієнта, йде наперекір Кадді і повідомляє батькові Делли про те, що вона може бути врятована якщо її пересадять фрагмент легені і кісткового мозку її брата. Коли батьки відмовляються від пересадки, не бажаючи ризикувати життям Хьюго, Хаус і Кадді вступають в повномасштабну суперечку. Зрештою, Хьюго сам приймає рішення, переконуючи Деллу погодитись на пересадку. Хаус і Кадді розуміють, що ця сварка була першою відвертою розмовою на роботі, відколи вони мають стосунки, і сповнені рішучості бути чесні один з одним і надалі.

##### Пацієнт клініки
Хаус починає добровільно виконувати клінічні обов'язки де до нього звертається 102-річний чоловік та його 80-річний син. Батько хоче, щоб його син відпустив його в медичний заклад, в той час як син відчуває, що батько надто залежний від нього. Обидва таємно один від одного підкуповують Хаус і просять фальсифікувати результати аналізів, і порекомендувати батькові перевестись в будинок пристарілих. Хаус спочатку робить це, але після того, як діагностує у батька цинкове отруєння від занадто великої кількості використовуваного крему для зубного протезу, він повертає їм гроші і рекомендує парну терапію.

## Цікавинки
Хаус виявляє нетипову відсутність цікавості щодо місцезнаходження Тринадцятої, а Чейз починає зустрічатися з чотирма жінками одночасно.